# پاتریشیا هانبک
پاتریشیا هانبک (انگلیسی: Patricia Hanebeck؛ زادهٔ ۲۶ فوریهٔ ۱۹۸۶) بازیکن فوتبال اهل آلمان است.
از باشگاه‌هایی که در آن بازی کرده‌است می‌توان به اس‌سی سند، باشگاه فوتبال ۱.اف‌اف‌سی توربین پوتسدام، و باشگاه فوتبال اف‌سی‌آر ۲۰۰۱ دویسبورگ اشاره کرد.